# Julio Albi de la Cuesta
Julio Albi de la Cuesta (Burgos, 1948) est un diplomate, historien et écrivain espagnol.
Juriste de formation, il a déployé, parallèlement à son parcours diplomatique, une activité d’historien, où il aborde certains épisodes de l’histoire d’Espagne, plus particulièrement sous l’angle militaire.

## Biographie
Après une licence en droit, il embrassa en 1973 la carrière diplomatique, occupant des fonctions dans les représentations diplomatiques espagnoles au Sénégal, aux États-Unis, en Égypte et en Italie. Il a été sous-directeur  de l’Office d’information diplomatique (Oficina de Información Diplomática) et ambassadeur d’Espagne en république du Honduras.
Pendant son mandat au Honduras, il fut à l’initiative d’un événement culturel à retentissement national, à savoir l’organisation annuelle, à partir du 15 novembre 1990, de l’Anthologie des Arts plastiques du Honduras, dont la poursuite fut assurée dans la décennie suivante par l’écrivain Augusto Serrano López et dont le propos était de documenter et de stimuler la créativité au Honduras et de donner corps à la coopération culturelle espagnole avec ce pays.
De 1991 à 1993, Albi de la Cuesta exerça comme directeur général des Relations informatives et sociales, service dépendant du ministère de la Défense espagnol. En 1993, il fut nommé ambassadeur d’Espagne en république d’Équateur, et plus tard consul général d’Espagne à la Nouvelle-Orléans. En 2000, il occupa à nouveau le poste de sous-directeur général de l’Office d’information diplomatique, avant d’être désigné ambassadeur en mission spéciale. En juillet 2004, il entra en fonction comme ambassadeur d’Espagne au Pérou et officia jusqu’en 2010 comme directeur général  de la Communication extérieure. Depuis 2017, il est consul d’Espagne à Bayonne.
Il est membre correspondant de l’Académie royale d'histoire depuis 2009.

## Publications

### Publications de Julio Albi de la Cuesta en tant qu'historien
- (es) Campañas de la Caballería española en el siglo XIX, Madrid, Servicio Histórico Militar, 1985, 502 p. (ISBN 978-8450527759) (en collaboration avec Leopoldo Stampa Piñeiro).
- (es) La defensa de las Indias (1764-1799), Madrid, Agencia Española de Cooperación Internacional para el Desarrollo / Ediciones Cultura Hispánica, 1987, 253 p. (ISBN 978-8472324114).
- (es) Banderas olvidadas: el ejército realista en América, Madrid, Agencia Española de Cooperación Internacional para el Desarrollo / Ediciones Cultura Hispánica, 1990, 209 p. (ISBN 84-7232-547-4, lire en ligne).
- (es) Antología de las Artes Plásticas de Honduras « Arturo López Rodezno » (1990), Tegucigalpa (Honduras), Centro Cultural de España en Tegucigalpa, 1991, « Préface ».
- (es) La caballería española: un eco de clarines, Madrid, Tabapress, 1992, 460 p. (ISBN 978-8479520946) (en collaboration avec Leopoldo Stampa Piñeiro et Juan Silvela Milans del Bosch).
- (es) De Pavía a Rocroi: los tercios de infantería española en los siglos XVI y XVII, Madrid, Balkan, 1999, 409 p. (ISBN 978-8493079000) (rééd. chez Desperta Ferro, Madrid 2017).
- (es) La Guerra de la Independencia (1808-1814): el pueblo español, su ejército y sus aliados frente a la ocupación napoleónica, Madrid, Ministerio de Defensa, Secretaría General Técnica (rééd. en partenariat avec Ediciones del Umbral, 2008), 2007, 442 p. (ISBN 978-8497813747).
- (es) La gran cifra de París, Barcelone, Planeta / MT Editorial, coll. « Militaria », 2007, 400 p. (ISBN 978-8408071426) (rééd. Debolsillo, Madrid 2010).
- (es) El último virrey, Madrid, Ollero y Ramos, 2009, 736 p. (ISBN 978-8478952496).
- (es) El Alcántara, 1921: la caballería en el desastre de Annual, Madrid, Almena Ediciones, 2011, 87 p. (ISBN 978-8492714254) (illustrations de Claudio Fernández).
- (es) Arcabuces, mosquetes y fusiles: guerras galanas, románticas, al francés y otras victorias y derrotas, Madrid, Ollero y Ramos, 2013, 560 p. (ISBN 978-8478952915).
- (es) En torno a Annual, Madrid, Ministerio de Defensa, coll. « Defensa », 2014, 668 p. (ISBN 978-8497819626, lire en ligne).
- (es) Moros: España contra los piratas musulmanes de Filipinas (1574-1896), Madrid, Desperta Ferro, coll. « Historia de España », 2022, 768 p. (ISBN 978-8412323962)[1].

### Publications d'œuvres de fiction de Julio Albi de la Cuesta
- (es) La calavera de plata, Madrid, Ollero y Ramos, 2001, 278 p. (ISBN 978-8478951482) (roman).
- (es) Caminantes, Tegucigalpa (Honduras), Editorial Guaymuras, 1991, 227 p. (recueil de nouvelles).